# Pteronotus paraguanensis
Pteronotus paraguanensis is een zoogdier uit de familie van de plooilipvleermuizen (Mormoopidae). De wetenschappelijke naam van de soort werd voor het eerst geldig gepubliceerd door Linares & Ojasti in 1974.